# Lieja-Bastogne-Lieja 2015
La Lieja-Bastogne-Lieja 2015 va ser l'edició número 101 de la clàssica ciclista Lieja-Bastogne-Lieja. Es disputà el diumenge 26 d'abril de 2015 sobre un recorregut de 253,0 km i fou la tretzena prova de l'UCI World Tour 2015. Aquesta fou la darrera de les tres curses de les Ardenes, després de l'Amstel Gold Race i la Fletxa Valona.
El vencedor final fou l'espanyol Alejandro Valverde (Movistar Team) que s'imposà a l'esprint en un reduït grup que arribà a la meta. Aquesta era la tercera victòria final en aquesta clàssica, després de les aconseguides el 2006 i 2008. Amb aquesta victòria i els resultats d'aquesta setmana a les Ardenes Valverde passà a liderar l'UCI World Tour 2015. Rere seu arribaren el francès Julian Alaphilippe (Etixx-Quick Step), també segon en la Fletxa Valona quatre dies abans, i el català Joaquim Rodríguez (Team Katusha).

## Equips participants
En ser la Lieja-Bastogne-Lieja una cursa de l'UCI World Tour els 17 equip amb categoria World Tour tenen el dret i obligació a prendre-hi part. A banda, l'organitzador ASO va convidar a vuit equips continentals professionals, per totalitzar un gran grup de 25 equips i 200 corredors.
| Núm.    | Codi | Equip                 |
| ------- | ---- | --------------------- |
| 1-8     | OGE  | Orica-GreenEDGE       |
| 11-18   | MOV  | Movistar Team         |
| 21-28   | EQS  | Etixx-Quick Step      |
| 31-38   | AST  | Astana Qazaqstan Team |
| 41-48   | TCG  | Cannondale-Garmin     |
| 51-58   | BMC  | BMC Racing Team       |
| 61-68   | KAT  | Team Katusha          |
| 71-78   | ALM  | AG2R La Mondiale      |
| 81-88   | TCS  | Team Tinkoff-Saxo     |
| 91-100  | LAM  | Lampre-Merida         |
| 101-108 | LTS  | Lotto Soudal          |
| 111-118 | SKY  | Team Sky              |
| 121-128 | TFR  | Trek Factory Racing   |

| Núm.    | Codi | Equip                       |
| ------- | ---- | --------------------------- |
| 131-138 | EUC  | Team Europcar               |
| 141-148 | TLJ  | Team LottoNL-Jumbo          |
| 151-158 | TGA  | Team Giant-Alpecin          |
| 161-168 | TSV  | Topsport Vlaanderen-Baloise |
| 171-178 | IAM  | IAM Cycling                 |
| 181-188 | FDJ  | FDJ                         |
| 191-200 | WGG  | Wanty-Groupe Gobert         |
| 201-208 | MTN  | MTN Qhubeka                 |
| 211-219 | COF  | Cofidis                     |
| 221-228 | BOA  | Bora-Argon 18               |
| 231-238 | ROP  | Team Roompot                |
| 241-248 | CLT  | Cult Energy                 |

## Recorregut
Amb 253 km és l'edició més curta des de 1986. El recorregut comptarà amb deu cotes puntuables.
| Núm. | Nom                                  | Km    | Llargada | Pendent | Km arribada |
| ---- | ------------------------------------ | ----- | -------- | ------- | ----------- |
| 1    | Cota de la Roche-en-Ardenne          | 79    | 2.800    | 6,2%    | 174         |
| 2    | Cota de Saint-Roch                   | 125,5 | 1.000    | 11,2%   | 127,5       |
| 3    | Cota de Wanne                        | 169   | 2.700    | 7,4%    | 84          |
| 4    | Cota de Stockeu (Estela Eddy Merckx) | 175,5 | 1.000    | 12,5%   | 77,5        |
| 5    | Cota de la Haute-Levée               | 181,5 | 3.600    | 5,6%    | 71,5        |
| 6    | Coll de Rosier                       | 194   | 4.400    | 5,9%    | 59          |
| 7    | Cota de Maquisard                    | 207   | 2.500    | 5%      | 46          |
| 8    | Cota de La Redoute                   | 218,5 | 2.000    | 8,9%    | 34,5        |
| 9    | Cota de la Roche aux faucons         | 234   | 1.500    | 9,4%    | 19          |
| 10   | Cota de Saint-Nicolas                | 248   | 1.200    | 8,6%    | 5           |

## Desenvolupament de la cursa
Després d'una escapada inicial formada per sis ciclistes que fou neutralitzada poc després, al quilòmetre 30 es va formar una nova escapada integrada per vuit ciclistes: Matteo Montaguti (AG2R La Mondiale), Diego Ulissi (Lampre-Merida), Otto Vergaerde (Topsport Vlaanderen-Baloise), Clément Chevrier (IAM Cycling), Marco Minaard (Wanty-Groupe Gobert), Anthony Turgis (Cofidis), Cesare Benedetti (Bora-Argon 18) i Rasmus Quaade (Cult Energy) que arribaren a tenir fins a prop de vuit minuts al quilòmetre 60 de cursa. Això obligà als equips del favorits a augmentar el ritme per evitar que la diferència creixés més. L'escapada fou neutralitzada a manca de 40 quilòmetres per l'arribada, quan la cursa ja estava de ple dins el tram més accidentat del recorregut. Poc després va tenir lloc una nombrosa caiguda en la qual es van veure implicats, entre molts d'altres, Simon Gerrans (Orica-GreenEDGE) i Daniel Martin (Cannondale-Garmin). Primer un atac de Roman Kreuziger (Team Tinkoff-Saxo) i posteriorment de Vincenzo Nibali (Astana Qazaqstan Team) obliga el Movistar Team i el Team Katusha a reaccionar per controlar la cursa pels seus caps de fila. En el darrer quilòmetre Daniel Moreno (Team Katusha) atacà, però Alejandro Valverde (Movistar Team) va saber reaccionar per acabar-se imposant a l'esprint per tercera vegada en aquesta cursa. Julian Alaphilippe (Etixx-Quick Step) acabà segon, mentre el català Joaquim Rodríguez (Team Katusha) completà el podi.

## Classificació final
|    | Ciclista                 | Equip                 | Temps      | UCI World Tour Punts |
| -- | ------------------------ | --------------------- | ---------- | -------------------- |
| 1  | Alejandro Valverde (ESP) | Movistar Team         | 6h 14' 20" | 100                  |
| 2  | Julian Alaphilippe (FRA) | Etixx-Quick Step      | m. t.      | 80                   |
| 3  | Joaquim Rodríguez (CAT)  | Team Katusha          | m. t.      | 70                   |
| 4  | Rui Costa (POR)          | Lampre-Merida         | m. t.      | 60                   |
| 5  | Roman Kreuziger (CZE)    | Team Tinkoff-Saxo     | m. t.      | 50                   |
| 6  | Romain Bardet (FRA)      | AG2R La Mondiale      | m. t.      | 40                   |
| 7  | Sergio Henao (COL)       | Team Sky              | m. t.      | 30                   |
| 8  | Domenico Pozzovivo (ITA) | AG2R La Mondiale      | m. t.      | 20                   |
| 9  | Jakob Fuglsang (DEN)     | Astana Qazaqstan Team | m. t.      | 10                   |
| 10 | Daniel Moreno (ESP)      | Team Katusha          | m. t.      | 4                    |